# 赤城号航空母舰

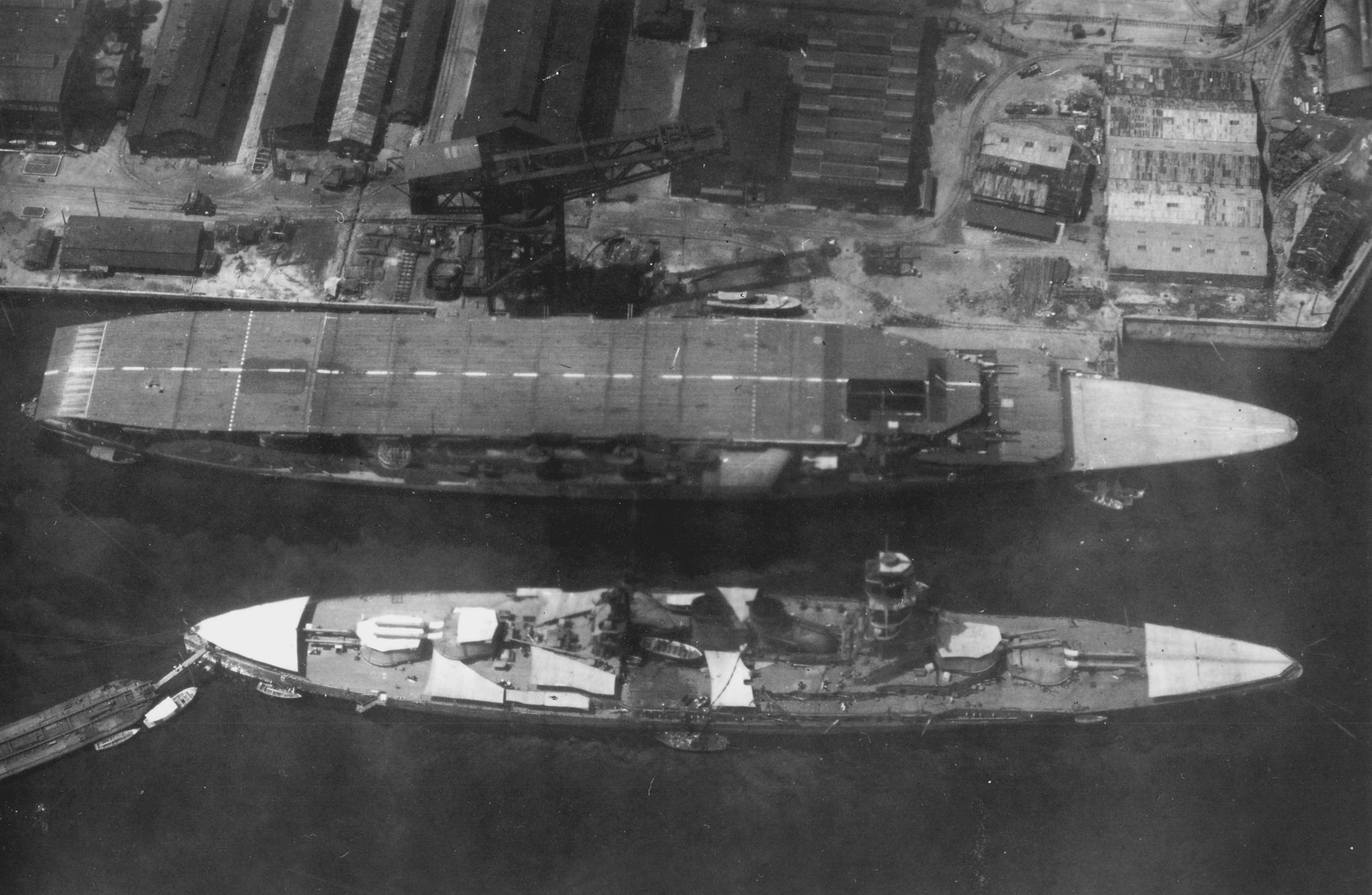
早期的赤城號，照片下方為戰艦長門號

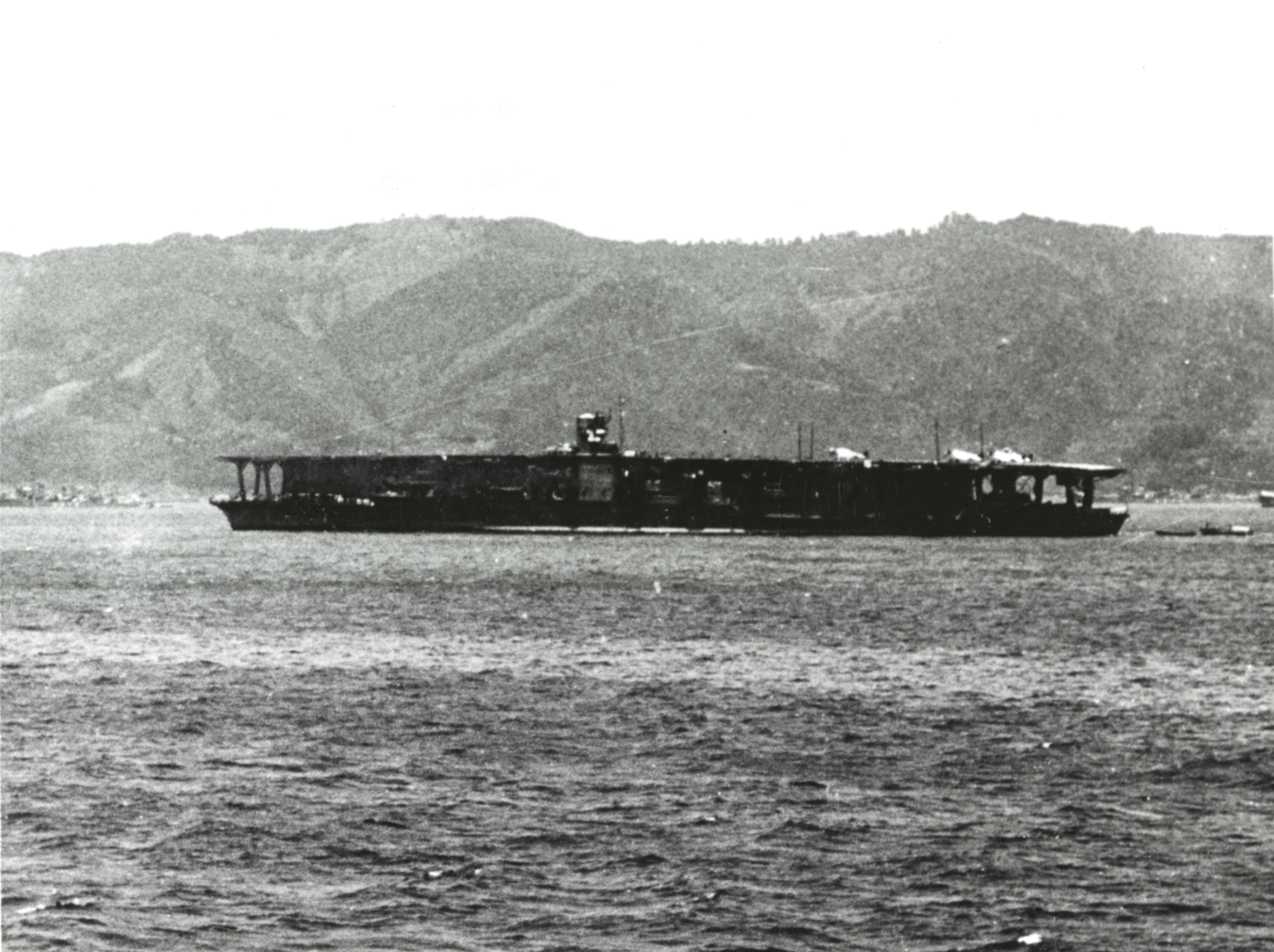
1939年4月於高知縣宿毛市外海停泊, 已改装全通式飞行甲板的赤城號

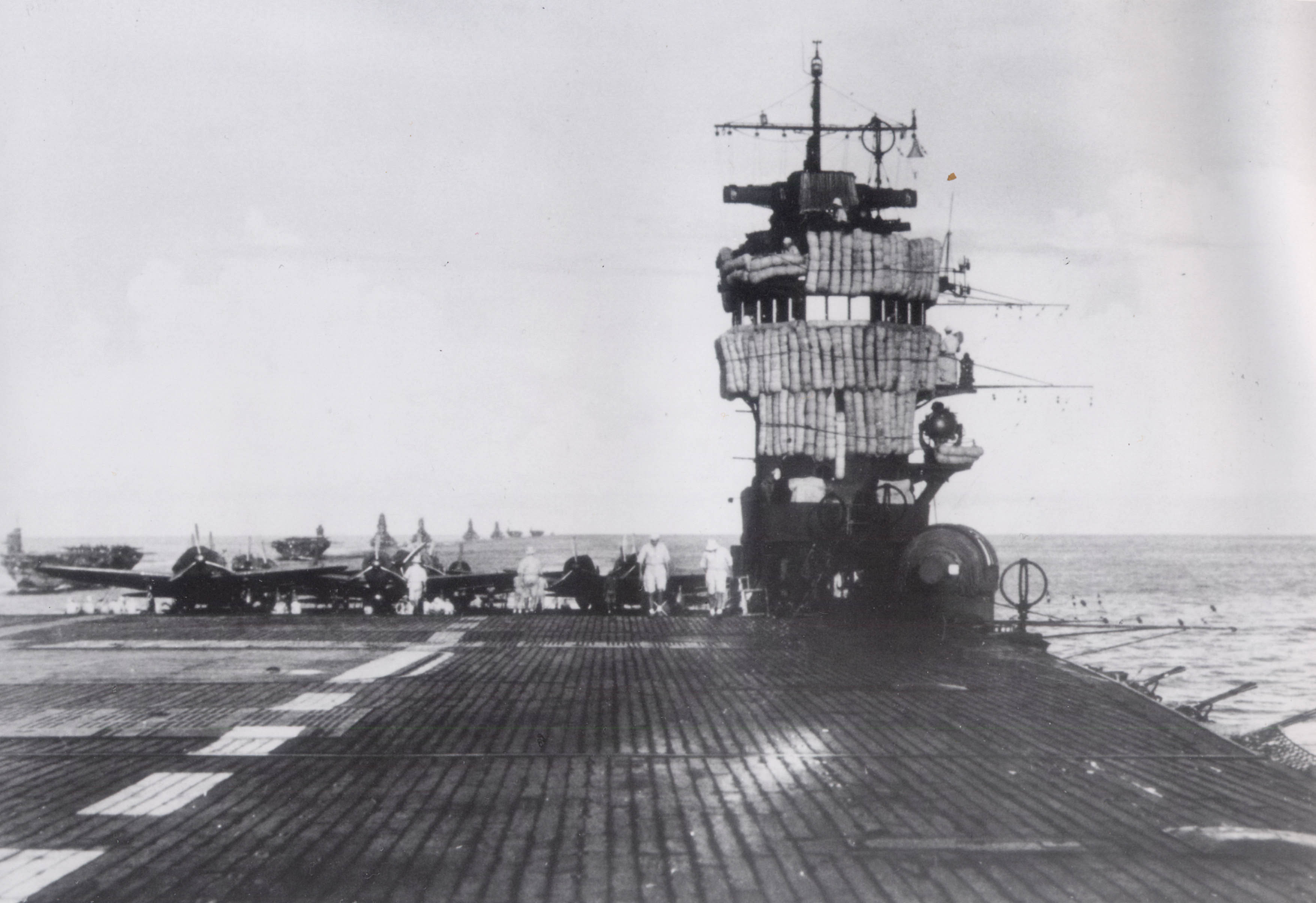
艦橋部的飛行甲板

赤城（あかぎ）是日本帝國海軍（下稱日本海軍）的航空母艦，是第一航空舰队旗舰、第一航空战队战舰成员之一。赤城號最初设计規劃為天城級戰鬥巡洋艦的2號艦，因華盛頓海軍條約而將天城級改裝為航空母艦；不過因為關東大地震的破壞讓天城號報廢，僅赤城號完成改造。本艦為日本海軍僅次於信濃號以及加賀號的第三大航空母艦，並以第一航空戰隊旗艦的名號服役了15年，並參加了太平洋戰爭初期重要的海戰，後於中途島海戰中戰沉。2019年10月，残骸被寻获。
作为日本除信浓號外最大的航空母舰和最初建造的大型航母，赤城一直被视为机动部队的象征：帝国海军于1928年以赤城为旗舰组建第一航空战队、1934年又以她为旗舰组建第二航空战队、1941年第一航空舰队组建，赤城依然作为整个机动部队的旗舰而存在，堪称日本海军航空兵的摇篮。
海军大将山本五十六曾担任舰长；日本海軍航空主導論奠基人源田实、第一航空舰队飞行总队长渊田美津雄、“魚雷攻擊之神”村田重治、瑞鹤飞行队长嶋崎重和、飞龙飞行队长友永丈市、赤松貞明、板谷茂、進藤三郎、中島正、柴田武雄、志賀淑雄等王牌飛行員均曾在此艦服役。

## 艦名由来
艦名是以關東北部的赤城山來命名，為日本海軍中第二艘採用同典故艦名的軍艦。用山名来给航空母舰命名（航空母舰一开始的时候是使用飞翔的动物作為命名），是因为最初设计是巡洋战舰，后来军舰在建造过程中舰种变更没有重新命名所致。日本海軍的命名慣例論參考日本船舶艦艇命名慣例。

## 改造航母

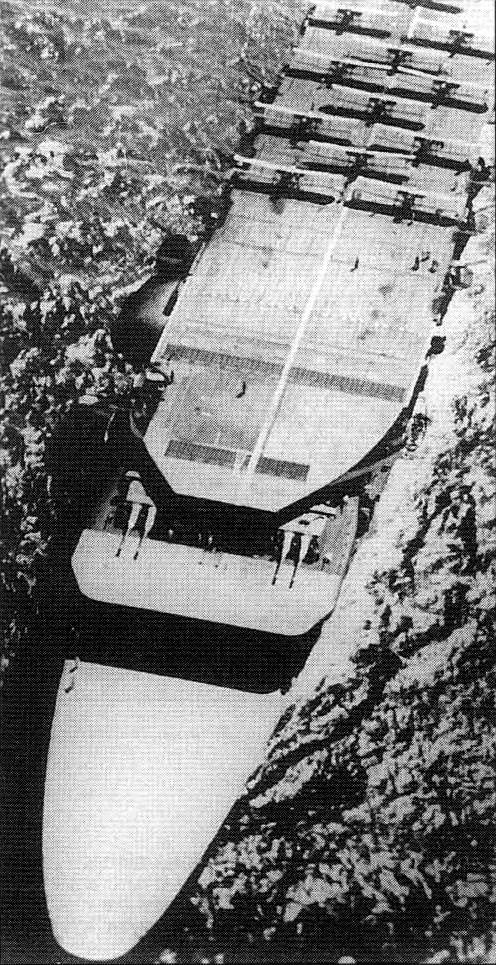
1929年在海上航行的赤城號，煙囪當時仍為實驗配置，因此同時出現向上與向下排放的出口

根据1919年日本海军制定的“八八舰队计划”，赤城于1920年12月6日作为战列巡洋舰在吴海军船厂开工建造，屬於「天城級」巡洋戰艦的二號艦，日本第六艘建造的戰鬥巡洋艦。本艦雖屬巡洋戰艦，但裝備主炮的数量超過長門級戰艦，原先計畫為一艘41,000噸的軍艦，裝設41cm艦炮共10門，採用5座雙聯裝砲塔配置，最高航速預計约30節。然而1922年签订华盛顿海军条约時，此艦尚未完成艦體工程，但因協定因素而於1922年2月5日停工待後續處份；1923年11月19日，根据条约中规定允许日本将两艘停建战舰舰体用于改建成航空母舰，因此決定将2艘尚未完工的天城級改造成航空母舰，這項決議在1924年告知條約簽署國。然而將戰鬥巡洋艦的船體改造成航空母艦時卻因缺乏經驗等因素造成許多工程延宕甚至技術不足的狀況。最後赤城號直到1925年4月22日下水。1927年竣工，編入橫須賀鎮守府服役。
赤城號的原始方案為一艘全長254公尺（770英呎）、寬33公尺（110英呎）、排水量27,000噸、極速31.75節、艦載機36架的軍艦。同样改建成航艦的还有同級艦天城號，但關東大地震导致天城号从船臺滑落，龍骨遭到無法修復的破壞，因此由预定按条约规定停工拆除的加贺号戰艦接替天城號額度改造為航空母艦。
與長門號戰艦在戰間期的角色類似，赤城號經常對外開放作為日本海軍國力的展示品，也經常接受拍攝而廣為日本國民所知。但是對外公開的技術資料上仍承襲著日本海軍慣用的假數據傳統，為一艘「全長232,56公尺、寬28,04公尺、普通排水量28,100公噸、極速28.5節、艦載機數機密」的航空母艦。

## 設計特徵
赤城號由於在改造時已事先完成艦體的建造工程，只能在原先戰鬥巡洋艦艦體主甲板之上搭建其他航艦必備結構；雖然航艦操作空間被限制，但其防護規格在大鳳號航空母艦服役前為日本帝國海軍航艦之首。後來赤城號相關的技術數據被用于與納粹德國交換製造大和級戰艦的工具機。

### 左舷舰岛
赤城号和飞龙号是世界上唯二将舰桥安置在左舷的航空母舰。这种设计的初衷是为了照顾双舰并行时的避免航空管制的相互干扰，以及重量上与右舷的烟囱配平，可以增大舰桥体积搭载司令部（第一航空舰队指挥所就设于赤城舰桥下方显眼的装甲堡內，日本航母中具备同样设施的只有大凤和信浓）联合舰队曾经用刚服役的翔鹤接替赤城作为第一航空舰队的旗舰，但由于翔鹤空间内部太小难以工作，13天后南云忠一又将司令部搬回。
实践证明，左侧舰岛的设计并不实用，还会与右舷烟囱引发乱流和降落事故等问题。飞龙号之后，世界上所有拥有岛式舰桥的航母均将舰桥设计在右舷。

### 甲板与机库
赤城號具有三層機庫、三層飛行甲板結構、兩座升降機，目的是採用多甲板分散起飛與降落業務，增加航空管制效率。甲板最頂層為降落甲板，長190.2公尺、中層為輕型機起飛甲板兼主砲甲板，跑道長僅15公尺、下層為重型機起飛甲板，跑道長55.02公尺。赤城號的機庫因為受改造空間限制，與其它航艦不太相同；她設有2個主要機庫、1個輔助機庫。主要機庫是在飛行甲板的中層、下層甲板，在下層甲板下方尚設置輔助機庫，容納拆解儲存的備用機。主要機庫總容積7,467.1平方公尺、輔助機庫791.1平方公尺。
赤城號的升降機設置在艦體中段右方與尾部，中段升降機尺寸11.8 x 13公尺、尾部升降機尺寸12.8 x 8.4公尺，只有尾部升降機有貫通三個機庫，中段只有通往上、中層機庫。

### 動力配置
赤城號的原型為戰鬥巡洋艦改裝，因為航速需要赤城號裝備了19座重油與油煤混燒鍋爐，鍋爐工作壓力20公斤/平方公分，驅動4部艦政本部式蒸氣渦輪引擎。戰鬥巡洋艦規劃時代她被評估只能達成28.5節的極速；但是因航空母艦的噸位較輕，在相同動力裝置下赤城號在1927年6月17日海試時曾達成32.5節的高速表現。然而對赤城號帶來最多麻煩的還是煙囪設計。
1920年代，日本海軍唯一有操作實績的鳳翔號煙囪設計並不理想，然而海軍航空設備研究重鎮霞浦海軍研究所卻也一籌莫展，只能在新造的兩艘改造航艦上來實驗煙囪配置的最佳方式。赤城號的設計則是在右舷分成兩道煙囪排放，前方第一煙囪集合了重油鍋爐排煙，以30度傾角向下彎曲朝舷外排放廢氣，讓海水自然冷卻熱氣流；後方第二煙囪則整合了油煤混燒鍋爐向艦體上方直接排放，煙囪出口裝有水冷循環裝置降低廢氣溫度。向下外傾的煙囪實驗配置相較之下比較不影響飛機操作，在經過改良成為後來日本航艦的一大特色。

### 武裝
赤城號建造時，沒有人知道未來航空母艦的運用方式，所以仍配置可以和巡洋艦一搏的火力。赤城號的三年式20公分艦炮分別有單裝、聯裝砲塔型號，聯裝炮塔的俯仰角度可達正70度，具備有限防空機能。

## 服役
1927年3月25日，赤城號完工，8月正式編入聯合艦隊旗下。1928年4月，編入第一航空戰隊戰列；赤城號早期服役的經歷堪稱四平八穩，主要任務都是在執行訓練以及測試。1931年12月1日，赤城號暫時編入預備艦入塢整修；這次入塢更換了攔截索、通訊設備、艦內通風機件，因此沒有參與2個月後的一·二八事變。
1933年4月25日，赤城號重新復役，在隔年納編於新成立的第二航空戰隊，參與該年的重要演訓。

## 现代化改造
由於艦載機的發展迅速，1920年代航空母艦的設計逐漸無法滿足操作要求，不能满足后来新式飞机增加的重量和所需起飞的空间，因此1935年到1938年赤城號在佐世保海军工廠进行现代化改装；然而相較於較早執行改造的加賀號，赤城號受限經濟大恐慌期間預算樽節之限，改造的時間不但推延、而且改造的程度也不如加賀號。最明顯的差別為艦用火炮，加賀號将十年式12公分高射砲更換成为新型的八九式127公厘高射炮，還增裝200公厘單裝艦砲彌補艦艏砲塔拆除後的火力缺失，這些工程在赤城號上均未實施。當然，也沒有增裝當時剛服役的九六式25毫米高射機炮，因此在偷襲珍珠港時赤城的防空火力是六艘航艦中最弱的一艘。
經過加賀號的現代化工程後，日本海軍修正許多不成功的實驗設計。最主要的改造就是取消三段飛行甲板，讓主要航空起降管制都在單一飛行甲板實施。擴建飛行甲板後，上層、中層機庫容積增加成8600平方公尺、輔助機庫容積則不變；飛行甲板則延伸至艦艏用立柱支撑。
采用三层机库，搭载（包括备用机）为全日本航空母舰第二：第一层为190*23米、第二层为190*23米、第三层为50*15，机库总面积8640平方米，仅次于加贺10060平方米，远大于第三的双层机库设计的翔鹤级5712平米。同时搭载第一航空舰队司令所和相关通信指挥设施。
飛行甲板長度增加到249.17公尺使得機庫容積增加後，赤城號的編制飛機總量也增為86架（61架現役、25架備用）。為了適應新型戰機，赤城號增裝第三台升降機，尺寸為11.8 x 13公尺。
由于经济危机，耗费极高的锅炉改造计划未能实施，赤城未如加贺一样大幅提升动力，仅通过更换轮机部件略微增强了持续出力；如果参照加贺的改造模式进行彻底改造，赤城将至少具备不逊于其他新式航母的主机出力和33节的航速。经过改装后，虽然增强了动力系统，但是由于重量提高了近1万吨，航速下降至31.2节，高于加贺3节，低于翔鹤级与苍龙级航空母舰3节，续航也有所下降。这也成为了赤城号的另一项弱点，在偷袭珍珠港的计划时曾经有考量续航力问题而将其剔除出作战规划的计划，但因为其成员拥有最丰富的战斗经验而没有实施，而通过卸掉舰上所有小艇并装载900油桶的重油来提供额外航程。
大規模改造工程使赤城号錯過1937年的淞沪会战。1938年復役後，赤城號與所屬航空機組在1939年1月代替加賀號作为旗艦編入第一航空戰隊。當時的赤城號艦載機編制為12架九六艦戰（儲存4架備用機）、19架九六艦爆（5架備用機）、35架九六艦攻（16架備用機）。

## 对华作战
1939年1月底，赤城號在第二十九驅逐隊（追風、疾風）護航下自橫須賀出航，開赴中國華南地區，為2月10日發動的海南島戰役提供空中支援。在行經佐世保時，魚雷轟炸機隊更換為新服役的九七式艦上攻擊機；對華用兵期间，赤城號的舰载机編制是艦戰18架、艦爆12架、艦攻18架。
1939年2月3日，赤城號靠泊香港萬山群島，與南支方面艦隊會合。雖然說任務是協助海軍陸戰隊及陸軍登島，但其航空隊甚至有攻擊桂林與柳州的紀錄。由於攻島順遂，赤城號很快地在1939年2月19日結束派遣返國。但從1939年3月27日至1940年4月2日，赤城號多次開赴中國華南沿海提供掩護，直到1940年11月15日再度編入特務艦入塢整修。
1941年9月起，赤城號停泊在九州的有明海，她的艦載機隊則和其他第一航空艦隊的戰機一同在鹿兒島實施嚴格的訓練，为偷襲珍珠港做准备。

## 太平洋战争
在1941年底，加賀號編入第一航空戰隊，赤城號成為第一航空艦隊旗艦；原本在1941年9月12日裁示的「昭和17年度海軍戰時編制」中，第一航空戰隊將由最新式之翔鶴號航空母艦與第十一驅逐隊（吹雪、白雪、初雪）移編，原本的一航戰所屬航艦則與第51驅逐隊合組第五航空戰隊。但是這項決策最後並未遂行，新造好的翔鶴級則編入第五航空戰隊序列。1941年11月9日至14日，赤城號卸下所有小艇，並補充了900桶重油。當時的第一航空戰隊機組艦上攻擊機部隊64架駐紮在鹿兒島機場、艦上轟炸機45架駐紮在富高機場、艦上戰鬥機與第二航空戰隊共72架在佐伯機場訓練。11月16日，第一航空艦隊司令官南雲忠一中將坐鎮指揮，除了加賀號以外的第一航空艦隊從佐世保海軍基地出發，開赴佐伯灣收容所有陸上基地訓練中的艦載機部隊，一時間佐伯灣集結了24艘大小艦艇。11月17日下午，山本五十六視察艦隊後，第一航空艦隊便準備各自執行航行任務。11月18日凌晨4點，第一水雷戰隊旗艦阿武隈號輕巡洋艦及下轄9艘驅逐艦以分散編隊的方式陸續離開佐伯灣；赤城號則在早上9點啟航，各自採不同航道開赴千島群島擇捉島單冠灣。11月22號，赤城號開入單冠灣；艦隊進行物資調度等事項後，11月26日駛離該地，直撲夏威夷珍珠港。
1941年12月7日，赤城號發動兩波攻勢，配置機數如下：
- 第一波攻擊部隊：九七艦攻27架（水平轟炸群15架，指揮官淵田美津雄中校、魚雷轟炸群12架，指揮官村田重治少校），零戰9架（指揮官板谷茂少校）
- 第二波攻擊部隊：九九艦爆18架（指揮官分隊長千早猛彦上尉）、零戰9架（指揮官：分隊長進藤三郎上尉）

兩波奇襲下，赤城號第一波損失了1架零戰，10架飛機中彈，共戰死2人；第二波損失4架九九艦爆、13架飛機中彈，共戰死8人。
戰役結束後，赤城號在12月24日回到日本；1942年1月，赤城號開始她的南向掃蕩之旅，首先是開赴拉包爾發動攻擊；2月，對澳洲達爾文港發動轟炸。印度洋海戰中屢戰屢勝，并在锡兰外海16投16中，打出了日本海军航空兵舰爆队实战最高记录，創下無敵機動部隊的名聲。不過經過多月征討，赤城號在4月1日印度洋攻勢發動時只剩下18架艦戰、18架艦攻、18架艦爆，和蒼龍與飛龍等中型航艦戰力已趨伯仲，因此在4月24日，赤城號開回母港橫須賀進行短暫補充及休整。

## 沉没
1942年6月4日，中途岛海战中，赤城号作為第一機動部隊旗艦參戰。上午10時20分，赤城号遭来自美军企业号航空母舰VB-6轰炸机分队3架SBD式俯衝轟炸機投彈攻击，其中一枚命中了中部升降机附近，並貫穿飛行甲板於機庫引爆；另一枚則是近矢弹，擦过舰艉後方甲板並破坏了舵機。當時機庫內正在進行艦上攻擊機的加油與將陸用炸彈改換裝攻艦炸彈的掛彈作業，炸彈的連鎖爆炸使得艦上火災一發不可收拾，但並未延燒到赤城的下部結構，因此火災於中午12點一度被控制。但由于航空汽油着火，赤城号上的状况持续恶化。
晚间7时20分，舰长青木泰二郎下令弃舰，伤员和幸存人员向驱逐舰岚号和野分号转移，并请求下令击沉赤城号。7点25分，大和舰回复：“赤城の処分は待て（暂缓对赤城的处分）”,并向第四驱逐舰队下达“今夜は赤城の警戒に任じ、敵艦来たらば刺違え戦法をもってこれを撃滅せんとす（今晚担负赤城警戒、对来犯之敌予以歼灭）”的命令。南云忠一也向第十战队司令官木村进少将发出“长良で赤城を曳航できないか（长良能否拖曳赤城航行？）”的询问。
6月5日，经过一夜的思量，山本五十六决定撤退。凌晨2点55，山本下达联合舰队第161号命令，命令中途岛方面各部队撤退。在撤退之前，首席参谋黑島龜人对山本说道：“长官，赤城号还没有沉没，依然浮在水上，如果被美国人拖去当做战利品，岂不是奇耻大辱么？”山本回道：“我曾经是赤城的舰长和一航战司令官，所有责任由我一人承担......我回去后向天皇陛下谢罪。”山本在6月5日4时50分下令，由第四驱逐队击沉依然漂浮在海面上的赤城号。
第四驱逐队司令有贺幸作大佐（末代大和号舰长）向所部的“舞风”、“萩風”、“野分”和“岚”4艘驱逐舰下达了击沉赤城号的命令。在20分钟内，4艘驱逐舰都射出了鱼雷，3发命中（野分未命中）。7分钟之后，这艘日本海军最大的航空母舰缓缓向左横倒，驱逐舰舞风舰长中杉清治描述“なにか生きているものの悲鳴のように思えた（就像是有生命的东西在悲鸣一样）”，海水渐渐没过她的甲板，最终沉没于北纬30度30分、西经178度40分，准确沉没时间是凌晨4時55分----距离日出5分钟前，赤城终究没有看到第二天的太阳。
全舰官兵1630人、以及64名第一航空舰队幕僚中，8名军官、213名士兵战死，损失飞行员7人-----其中3人战死，4人在舰上阵亡。获救人员转移到后方主力部队。
赤城和长门一样是经常开放给民众参观的舰船，在民间有着极高的知名度。由于赤城沉没的影响恶劣，日本于3个多月后才公布信息，其生还飞行员部分留任教官或者进入陆基航空兵服役，其余约半数调入翔鹤，组成新编第一航空战队。
2019年10月20日，美国研究人员利用「海燕號」科考船（RV Petrel）在太平洋中部海平面以下约17,000英尺（约5,200米）深處海底發現赤城号航空母舰殘骸。
| 战前机种最大搭载量 | 九六式舰战搭载量 | 九六式舰爆搭载量 | 九六式舰攻搭载量 | 合计 |
| ------------------ | ---------------- | ---------------- | ---------------- | ---- |
| 凤翔               | 11               | 0                | 8                | 19   |
| 赤城               | 24               | 24               | 36               | 84   |
| 加贺               | 24               | 24               | 54               | 102  |
| 苍龙/飞龙          | 16               | 36               | 21               | 73   |
| 龙骧               | 12               | 0                | 26               | 38   |
| 祥凤/瑞凤          | 23               | 0                | 9                | 32   |

| 1941年机种最大搭载量 | 零式舰战21型搭载量 | 九九式舰爆搭载量 | 九七式舰攻搭载量 | 合计 |
| -------------------- | ------------------ | ---------------- | ---------------- | ---- |
| 凤翔                 | 0                  | 0                | 0                | 0    |
| 赤城                 | 20                 | 21               | 32               | 73   |
| 加贺                 | 20                 | 23               | 50               | 93   |
| 苍龙/飞龙            | 15                 | 30               | 19               | 64   |
| 龙骧                 | 11                 | 0                | 24               | 35   |
| 祥凤/瑞凤            | 18                 | 0                | 7                | 25   |
| 翔鹤/瑞鹤            | 20                 | 32               | 32               | 84   |

| 新式机最大搭载量 | 烈风搭载量 | 流星搭载量 | 合计 | 服役时间 | 水线长 | 宽幅 | 满载排水量 | 主机功率 | 类型     | 航速 |
| ---------------- | ---------- | ---------- | ---- | -------- | ------ | ---- | ---------- | -------- | -------- | ---- |
| 凤翔             | 0          | 0          | 0    | 1922.12  | 165    | 18.9 | 10500      | 30000    | 正规航母 | 25   |
| 赤城             | 20         | 49         | 69   | 1927.3   | 250.36 | 31.3 | 42750      | 133000   | 改装航母 | 31.2 |
| 加贺             | 20         | 60         | 80   | 1928.3   | 240.3  | 31.3 | 43650      | 127400   | 改装航母 | 28.3 |
| 龙骧             | 10         | 14         | 24   | 1933.5   | 175.4  | 20.8 | 13650      | 65000    | 正规航母 | 29   |
| 苍龙             | 15         | 33         | 48   | 1937.12  | 222    | 26   | 20295      | 152483   | 正规航母 | 34.9 |
| 飞龙             | 15         | 33         | 48   | 1939.7   | 222    | 26   | 21883      | 153000   | 正规航母 | 34.6 |
| 祥凤/瑞凤        | 15         | 5          | 20   | 1940.12  | 201.5  | 18.2 | 13100      | 52000    | 改装航母 | 28   |
| 翔鹤/瑞鹤        | 18         | 46         | 64   | 1941.8   | 250    | 26   | 32105      | 160000   | 正规航母 | 34   |
| 大鹰/云鹰/冲鹰   | 10         | 14         | 24   | 1941.9   | 173.7  | 22.5 | 20000      | 25200    | 特设航母 | 21   |
| 飞鹰/隼鹰        | 15         | 34         | 59   | 1942     | 215.3  | 26.7 | 29471      | 56630    | 特设航母 | 25.6 |
| 龙凤（大鲸）     | 20         | 7          | 27   | 1942.11  | 210    | 19.6 | 16700      | 52000    | 改装航母 | 26.5 |
| 千岁/千代田      | 21         | 9          | 29   | 1943     | 210    | 23   | 16700      | 56800    | 改装航母 | 29   |
| 大凤             | 18         | 44         | 62   | 1944.3   | 253    | 27.7 | 37270      | 160000   | 正规航母 | 33.3 |
| 云龙/天城        | 15         | 40         | 55   | 1944.8   | 223    | 22   | 22400      | 152000   | 正规航母 | 34   |
| 葛城/笠置        | 15         | 40         | 55   | 1944.10  | 223    | 22   | 22400      | 104000   | 正规航母 | 32   |
| 信浓             | 25         | 25         | 50   | 1944.11  | 253    | 36.3 | 71890      | 153000   | 改装航母 | 27   |
| 生驹/鞍马        | 15+        | 40+        | 55+  |          | 223    | 22   | 22400+     | 152000   | 正规航母 | 34   |

## 歷史
- 1920年12月6日 - 巡洋戰艦「赤城」於吳海軍工廠以戰鬥巡洋艦動工
- 1923年11月9日 - 在建造途中轉換改成航艦，開始進行改造工程
- 1925年4月22日 - 下水
- 1927年3月25日 - 竣工為航空母艦，並編入橫須賀鎮守府
  - 8月1日 - 成為聯合艦隊的附屬
- 1928年4月1日 - 編入第一航空戰隊
- 1929年4月22日 - 於濟洲島海域進行海上訓練，由於當日天氣惡劣，以致多起艦載機迫降於海面
- 1930年12月1日 - 編入聯合艦隊第一航空戰隊
- 1931年12月1日 - 於橫須賀工廠進行部分改裝
- 1933年4月25日 - 編入第二航空戰隊
  - 10月20日 - 編入第一艦隊第一航空戰隊
- 1934年11月15日 - 編入第二艦隊第二航空戰隊
- 1935年11月15日 - 編入予備艦、並於佐世保海軍工廠開始第二次改裝工程
- 1938年8月31日 - 改裝工程完成
  - 12月15日 - 復歸為現役艦，並編入第一艦隊第一航空戰隊
- 1940年11月15日 - 成為特別役務艦
- 1941年4月10日 - 成為第一航空艦隊旗艦
  - 12月8日 - 參與珍珠港作戰
- 1942年2月19日 - 攻擊達爾文港
  - 3月1日 - 於爪哇海域南方以艦載機擊沉美軍特務艦「佩斯可號」
  - 3月5日 - 對爪哇島幾拉佳浦的船舶發動攻擊
  - 4月5日 - 對停泊於可倫坡的船艦發動攻擊，並擊沉了「康沃爾號」、「多塞特郡號」
  - 4月9日 - 對停泊於亭可馬里的船艦發動攻擊，並擊沉了「赫密斯號」
  - 6月4日 - 於中途島海戰遭美國艦載機命中兩枚炸彈而嚴重損毀
  - 6月5日 - 被驅逐艦以鱼雷击沉，以防止美军俘获
  - 9月25日 - 除籍
- 2019年10月20日 - 殘骸被發現

## 歷代艦長
1. 梅津良太郎 大佐（1925年12月1日就任）艤裝員長
2. 小林省三郎 大佐（1927年12月1日就任）
3. 山本五十六 大佐（1928年12月10日就任）
4. 小林省三郎 大佐（1929年10月8日就任）再任
5. 北川清 大佐（1929年11月1日就任）
6. 原五郎 大佐（1930年10月26日就任）
7. 和田秀穗 大佐（1930年12月1日就任）
8. 大西次郎 大佐（1931年8月28日就任）
9. 柴山昌生 大佐（1931年12月1日就任）
10. 近藤英次郎 大佐（1932年12月1日就任）
11. 塚原二四三 大佐（1933年10月20日就任）
12. 堀江六郎 大佐（1934年11月1日就任）
13. 松永壽雄 大佐（1935年11月15日就任）
14. 寺田幸吉 大佐（1936年12月1日就任）
15. 茂泉慎一 大佐（1937年8月27日就任）
16. 水野準一 大佐（1937年12月1日就任）
17. 寺岡謹平 大佐（1938年11月15日就任）
18. 草鹿龍之介 大佐（1939年11月15日就任）
19. 伊藤皎 大佐（1940年10月15日就任）
20. 長谷川喜一 大佐（1941年3月25日就任）
21. 青木泰二郎 大佐（1942年4月25日就任）

## 關連項目
- 大日本帝國海軍艦艇列表
- 天城級巡洋戰艦
- 赤城 [I] （砲艦）
- 第一航空戰隊

## 外部連結
- WW2DB: 赤城號航空母艦 （页面存档备份，存于） （英文）